# Richard Grayson
Richard Grayson (25. března 1941 – 3. července 2016) byl americký hudební skladatel a klavírista.
Grayson studoval hudbu na UCLA, kde získal v roce 1962 bakalářský titul. V roce 1963 pak získal magisterský titul na Chicagské univerzitě. V roce 1964 se zúčastnil Berkshirského hudebního festivalu v Tanglewoodu v rámci stipendia na kompozici. Fulbrightovo stipendium mu v letech 1956-66 umožnilo navštěvovat spolu s Henrim Pousseurem v Bruselu a v Kolíně nad Rýnem Kurzy nové hudby. Po návratu do Spojených států dokončil v roce 1969 doktorát ze skladby na UCLA - jako třetí osoba, která získala titul Ph.D. na UCLA (po Michaelu Zearottovi a Edu Applebaumovi) - a ve stejném roce nastoupil na fakultu na Occidental College v Los Angeles, kde zůstal až do odchodu do důchodu v roce 2001. Od roku 2001 vyučuje kurzy hudební teorie na Crossroads School a klavír v Klavírním institutu Aube Tzerko ve škole New Roads School v Santa Monice.
Jako klavírista je znám jako improvizátor klasické hudby, nejčastěji s živou elektronickou hudbou. V 80. letech byl považován za jednoho z nejlepších nejazzových improvizátorů. V letech 1971 až 1986 působil ve radě Koncertů na pondělní večer v Muzeu umění okresu Los Angeles. Často na těchto koncertech také vystupoval jako klavírista. Vytvořil šest nahrávek některých skladatelů 20. století, například Luigiho Dallapicolly, Aurelia de la Vegy, Andrewa Imbrieho, Charlese Ivese, Leonarda Rosenmana a Roye Travise a dále čtyři nahrávky svých vlastních skladeb. Působil také jako varhaník v kostele St. Martin of Tours, West Los Angeles až do 31. května 2009 (po 28 letech působení).

## Výběr ze skladeb
- Anybody's Guess, pro několik elektronických kláves
- Aurore, pro flétnu, klarinet, harfy, klavír, housle a violoncello
- Fantasy on Broadway Boogie Woogie, elektronická hudba s videem
- Homage to J.S. Bach, pro cembalo s tape delay
- Listen for the Bell, elektronická hudba s videem
- Meadow Music, pro sólový klavír
- Mr. 528, pro tři disklavíry a tři clavinovy (1996)
- Off Broadway, elektronická hudba s videem
- Ostinato, pro dva syntezátory a sekvencer
- Promenade, pro dva zesílené akordeony
- Rain, pro klavír, ring modulátor a tape delay
- Rocky Road Ripple, elektronická hudba s videem
- Shoot the Piano Player, klavíry ovládané počítačem (1995)